# Boarmia glaucocincta
Boarmia glaucocincta là một loài bướm đêm trong họ Geometridae.